# 劉平生
刘平（1812年—1862年），原名刘平生，别名刘平先、刘三平，山东兖州府峄县侯孟社侯孟村（今山东省枣庄市台儿庄区侯孟村）人，清末太平天国起义时期幅军首领。

## 生平
清文宗咸丰七年（1857年）刘平纠合贩粮、盐同伙，在峄县（今山东省枣庄市峄城区）起义，以逼阳城一带为根据地，参加幅军起义军纪严明，深受拥戴，队伍迅速发展到二千多人。咸丰十年（1860年）所统率部众发展至万人，以汴塘为基点，活动于峄县、江苏省铜山县交界处。后与太平天国取得联系，他被封为北汉王，其部将封为元帅、大将、督军、先锋等。咸丰十一年（1861年）秋，奉命率幅军十万余人南下与太平军会师。以阳城为根据地，扎营数十里。清政府令僧格林沁军德楞额部及山东地方清军，分路围攻刘平。刘平的部属武器落后，仓卒应战。清穆宗同治元年（1862年）春，在清军围攻下，伤亡惨重，刘平带伤突围，至蝎子山中被叛徒侍卫杀害。